# 保富正三
保富 正三（ほとみ しょうぞう、1849年7月9日（嘉永2年5月20日） - 1917年（大正6年）1月5日）は、日本の政治家、銀行員。徳島市長。徳島県徳島市出身。

## 経歴
現在の徳島市西新町で生まれる。後に徳島県庁に奉職、郷学校教師となる。その後、郵便局に入り徳島郵便局長に就任。大阪貯金支局詰を経て第八十九銀行支店長に就任。
1986年（明治29年）に徳島市長に就任。同年に阿波商業銀行が創立。1897年（明治30年）には徳島商工会議所が開設され、産業の振興に力を注いだ。
市長退任後は再び第八十九銀行に入ったが、1902年（明治35年）に病気のため退職。1917年（大正6年）1月5日、死去。